# Gustaf Raskenstam
Gustaf Raskenstam (geboren als Anders Gustaf Eriksson) (Karlstad, 27 maart 1901 - Farsta, 28 september 1969)  was een Zweeds zakenman en oplichter.
In de jaren 1940 lichtte Raskenstam zoveel vrouwen op via contactadvertenties  dat de tekst van zijn advertenties (Sol-och-vår, 'zon en lente') in het Zweeds synoniem werd voor romantische oplichterij.

## Verfilming
In 1983 verscheen de Zweedse biografische film Raskenstam, geregisseerd door Gunnar Hellström die zelf de rol van Gustaf Raskenstam speelde.